# Александров (станція)
Александров (рос. Александров) — залізнична станція Ярославського напрямку Московської залізниці у місті Александров Владимирська область, Росія. Відкрита в 1870 році. Входить до складу Московсько-Курського центру організації роботи залізничних станцій ДЦС-1 Московської дирекції управління рухом. За основним застосуванням є дільничною, за обсягом роботи віднесена до 1 класу.

## Розташування і колійний розвиток
Розташована на залізниці Москва — Ярославль за 111,4 км від Москва-Пасажирська-Ярославська. Станція вузлова, має відгалуження на південь Великого кільця МЗ на Бельково / Орєхово-Зуєво.
Станція є передавальною між Московською і Північною залізницями. Межа між залізницями знаходиться на схід від мосту через річку Сіра і відзначена чотирма стелами: однією стелою МЗ і трьома ПівнЗ.
У південно-західній частині станції (напрямок до Струніно) є залізнична розв'язка, з головного входу на Велике кільце МЗ або назад, як з боку Москви, так і з боку Александрова. Від розв'язки до станції Александров II прямує чотириколійний перегін, дві колії з південного боку використовуються для руху приміських поїздів в обидві сторони, з північного — для руху вантажних поїздів в обидві сторони.

## Технічні особливості
На станції 4 пасажирських платформи: 3 острівні і південна берегова біля будівлі вокзалу. Найпівденніша з острівних платформ має високу широку частину із західного боку для приміських поїздів до/з Москви. Решта низькі платформи вужчі, найпівнічніша з них шириною в 1 метр. Перехід між платформами по пішохідній доріжці через колії в центрі платформ. У південної берегової платформи знаходиться приміський вокзал Александров, в якому є зал очікування, каси приміського і далекого сполучення, кав'ярня.

## Пасажирське сполучення
Станція відноситься до 12-ї тарифної зони (від Москви). Час руху від Москви: 1 год. 36 хв — 2 год. (Експреси і поїзди далекого прямування); 1 год. 54 хв. — 2 год. 22 хв. (Приміські поїзди).

### Приміське сполучення
Кінцевий пункт для частини приміських поїздів від Москва-Ярославська (до 28 пар на день, включаючи 4 пари експресів — три пари щодня, одна 6 раз на тиждень), при цьому частина з них прямує далі, до Балакірєво (2,5 пари в вихідні дні, 1,5 пари в будні). Крім цього, станція обслуговує приміські поїзди на Ярославль (3 пари на день), Дмитров (1 пара на день) і Поварово III (3 пари на день), на Киржач, Орєхово-Зуєво та Куровська (9 пар на день), а також до Іваново (1 пара на день, поїзд на тепловозній тязі).

### Далеке прямування по станції
Поїзди далекого прямування з Москви на станції не зупиняються, за винятком поїздів Москва — Іваново/Кінешма, у яких в Александрові передбачена зміна локомотивів. Але зупиняються поїзди, що прямують на південні курорти з Воркути, Архангельська тощо.